# Paullinia emetica
Paullinia emetica är en kinesträdsväxtart som beskrevs av Richard Evans Schultes. Paullinia emetica ingår i släktet Paullinia och familjen kinesträdsväxter. Inga underarter finns listade i Catalogue of Life.